# Buck contro Bell
Buck contro Bell , 274 US 200 (1927), è una decisione della Corte Suprema degli Stati Uniti scritta dal giudice Oliver Wendell Holmes, Jr., in cui la Corte ha stabilito che una legge statale che consente la sterilizzazione obbligatoria dei non idonei, compresi i disabili intellettivi, "per la protezione e la salute dello Stato" non ha violato il diritto al Giusto Processo del quattordicesimo emendamento alla Costituzione degli Stati Uniti. Nonostante i mutevoli atteggiamenti nei successivi decenni in merito alla sterilizzazione, la Corte Suprema non ha mai ribaltato espressamente la sentenza Buck v. Bell.  È opinione diffusa che sia stato indebolito da Skinner v. Oklahoma, 316 US 535 (1942), che respinse la sterilizzazione obbligatoria di criminali abituali di sesso maschile. Il giurista e biografo di Holmes G. Edward White, infatti, ha scritto: "la Corte Suprema ha distinto il caso [Buck contro Bell] fuori dall'esistenza". Inoltre, gli statuti federali, tra cui il Rehabilitation Act del 1973 e l'Americans with Disabilities Act del 1990, forniscono protezioni per le persone con disabilità, definite sia come menomazioni fisiche che mentali.

## Le leggi eugenetiche
Il concetto di eugenetica fu proposto nel 1883 da Francis Galton, che ne coniò anche il nome. L'idea divenne popolare per la prima volta negli Stati Uniti e aveva trovato sostenitori in Europa all'inizio del XX secolo; 42 dei 58 documenti di ricerca presentati al Primo Congresso Internazionale di Eugenetica, tenutosi a Londra nel 1912, provenivano da scienziati americani. L'Indiana ha approvato il primo statuto di sterilizzazione eugenetica nel 1907, ma era legalmente viziato. Per porre rimedio a questa situazione, Harry Laughlin, dell'Eugenics Record Office (ERO) presso il Cold Spring Harbor Laboratory, ha progettato un modello di legge eugenetica che è stato rivisto e corretto da esperti legali. Nel 1924, il Commonwealth della Virginia adottò uno statuto che autorizzava la sterilizzazione obbligatoria dei disabili intellettivi ai fini dell'eugenetica, uno statuto strettamente basato sul modello di Laughlin.
Il dottor Albert Sidney Priddy, sovrintendente della Virginia State Colony for Epileptics and Feeble-Minded, può essere considerato un fanatico dell'eugenetica. Prima del 1924, Priddy aveva eseguito centinaia di sterilizzazioni forzate interpretando in modo creativo le leggi che consentivano alla chirurgia di giovare alla condizione "fisica, mentale o morale" degli individui rinchiusi nell'Istituto. Operava per alleviare il "disturbo pelvico cronico" e, nel farlo, sterilizzava le donne. Secondo Priddy, le donne operate erano "immorali" a causa della loro "predilezione per gli uomini" e della loro reputazione di "promiscuità". Sterilizzò una ragazza di sedici anni per la sua abitudine di "parlare con i giovani maschi".

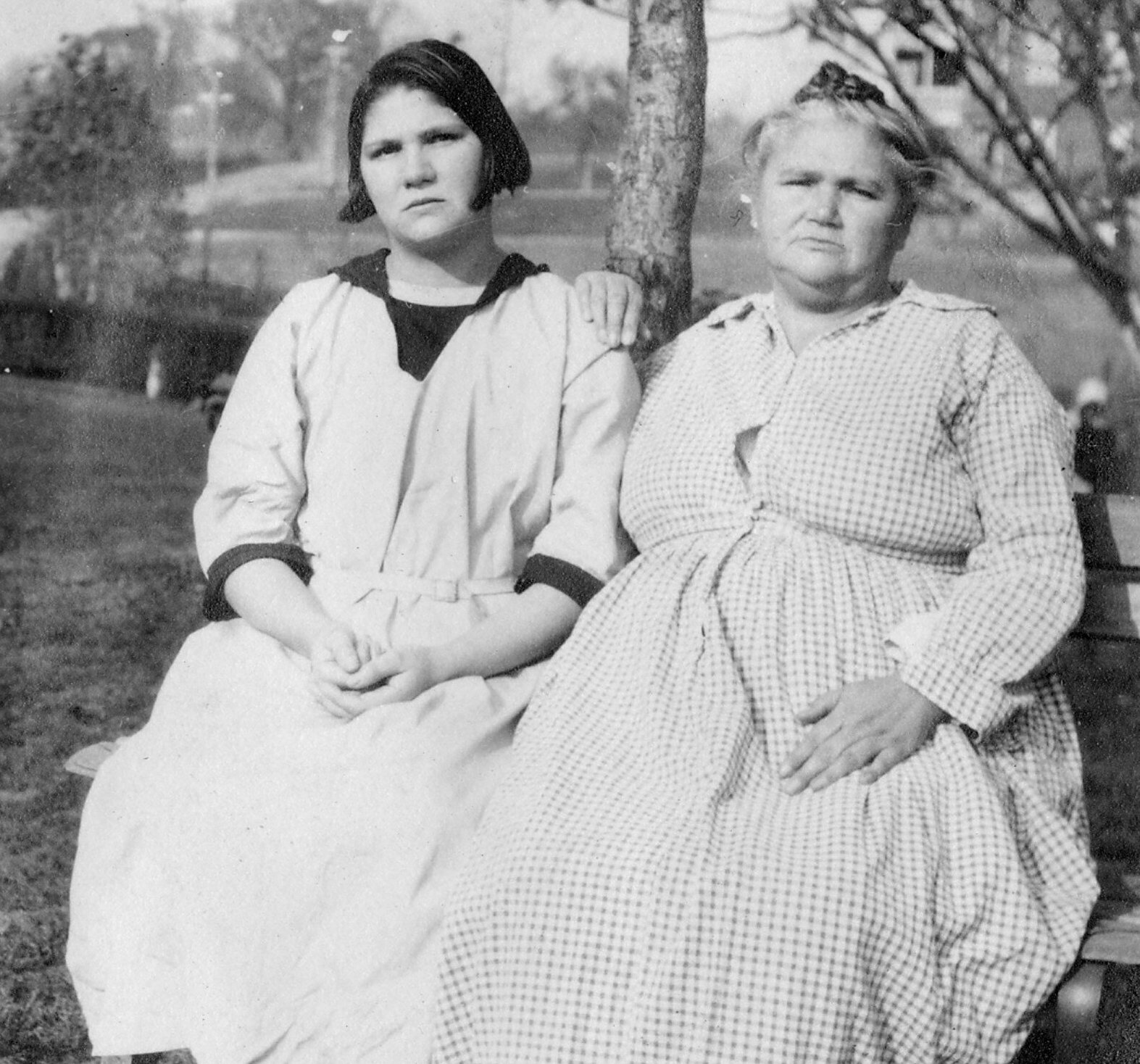
Carrie Buck (a sinistra) alla Virginia State Colony for Epileptics and Feebleminded insieme alla madre naturale Emma Buck nel 1924

Cercando di determinare se la nuova legge sarebbe sopravvissuta a una sfida legale, il 10 settembre 1924, Priddy presentò la richiesta di sterilizzazione per Carrie Buck,  una paziente di 18 anni presso il suo istituto che lui sosteneva avesse un'età mentale di 9 anni Priddy sosteneva che Buck rappresentasse una minaccia genetica per la società. Allo stesso modo dichiarò che la madre di Buck, 52 anni, aveva un'età mentale di 8, aveva precedenti di prostituzione e immoralità e aveva tre figli senza una chiara conoscenza della loro paternità.
Carrie Buck, la prima di quei bambini, era stata adottata e aveva frequentato la scuola per cinque anni, raggiungendo la prima media. Ciononostante, secondo Priddy alla fine Carrie si dimostrò "incorreggibile" e diede alla luce un figlio illegittimo. La sua famiglia adottiva l'aveva affidata alla Colonia di Stato come "debole di mente", dichiarando di non essere più in grado di prendersi cura di lei.
Ricerche molto successive hanno scoperto che la gravidanza di Buck non era stata causata da alcuna "immoralità" da parte sua: nell'estate del 1923, mentre la madre adottiva era assente "in malattia", il nipote Clarence Garland violentò la 17enne Carrie: il suo successivo internamento era dunque un tentativo della famiglia di salvare la propria reputazione evitando lo scandalo.

## La famiglia Buck
Nata a Charlottesville, Virginia, Carrie Buck era la prima di tre figli di Emma Buck; aveva una sorellastra, Doris Buck, e un fratellastro, Roy Smith. Poco si sa di Emma Buck tranne che era povera e sposata con Frederick Buck, che la abbandonò all'inizio del loro matrimonio. Emma fu ricoverata nella Virginia State Colony for Epileptics and Feeble-Minded dopo essere stata accusata di "immoralità", prostituzione e sifilide .

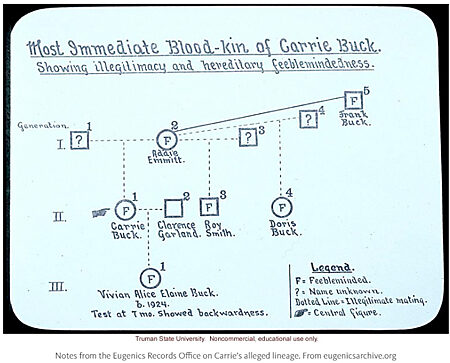
Quadro familiare di Carrie Buck

Poco dopo la nascita Carrie Buck fu affidata a genitori adottivi, John e Alice Dobbs. Frequentò la scuola pubblica, dove risultò una studentessa nella media. Raggiunta la prima media, i Dobbs la ritirarono da scuola per impiegarla nelle faccende domestiche.
A 17 anni Buck rimase incinta a causa dello stupro da parte del nipote di Alice Dobbs, Clarence Garland. Il 23 gennaio 1924, i Dobbs la fecero internare alla Virginia Colony for Epileptics and Feeble-Minded (dov'era già internata la madre) per motivi di "ritardo mentale, comportamento incorreggibile e promiscuità", nel tentativo di nascondere lo scandalo e salvare la reputazione di famiglia.
Il 28 marzo 1924 diede alla luce una figlia. Poiché Buck era stata nel frattempo dichiarata mentalmente incapace di crescere un figlio, i Dobbs adottarono la bambina e la chiamarono "Vivian Alice Elaine Dobbs". Vivian frequentò la Venable Public Elementary School di Charlottesville per quattro mandati, dal settembre 1930 al maggio 1932. A detta di tutti, Vivian era di intelligenza media, ben al di sopra di qualunque ipotetico ritardo mentale.
(Stephen Jay Gould)
Nel giugno 1932 Vivian contrasse il morbillo . Morì per un'infezione intestinale secondaria, colite enterica, all'età di 8 anni.

## Il processo
L'Assemblea Generale della Virginia approvò l'Eugenical Sterilization Act nel 1924. Secondo lo storico americano Paul A. Lombardo, la legge fu scritta a beneficio della classe medica, per evitare azioni legali da parte di pazienti che erano stati vittime di sterilizzazione forzata. Gli eugenetisti usarono la vicenda Buck per validare questa legge portando il caso alla Corte Suprema nel 1927.

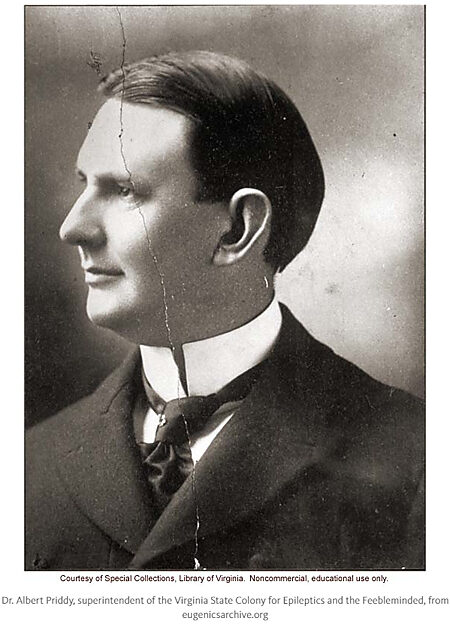
Dr. Albert Priddy, sovrintendente della Virginia State Colony for Epileptics and the Feebleminded

Carrie Buck fu internata nell'istituto nel giugno del 1924, poco prima del suo diciottesimo compleanno. Priddy, stabilendo rapidamente il collegamento tra Emma, Carrie e la neonata Vivian, controllando il Consiglio di Amministrazione richiese un'ordinanza per la sterilizzazione forzata. Carrie Buck e il suo tutore si opposero, facendo ricorso al tribunale della contea di Amherst.
Al fine di ottenere pieno sostegno per la legge, com'era obiettivo di Priddy, la decisione del Consiglio doveva essere difesa in tribunale. Irving P. Whitehead fu incaricato di "difendere" Carrie: Whitehead non era solo un grande amico di Priddy, un ex membro del Consiglio di Amministrazione dell'Istituto e un convinto sostenitore della sterilizzazione forzata, ma anche un amico d'infanzia di Aubrey E. Strode, che aveva redatto l'Eugenical Sterilization Act del 1924.
Mentre il contenzioso si stava facendo strada attraverso il sistema giudiziario, Priddy morì e il suo successore, John Hendren Bell, si occupò del caso.

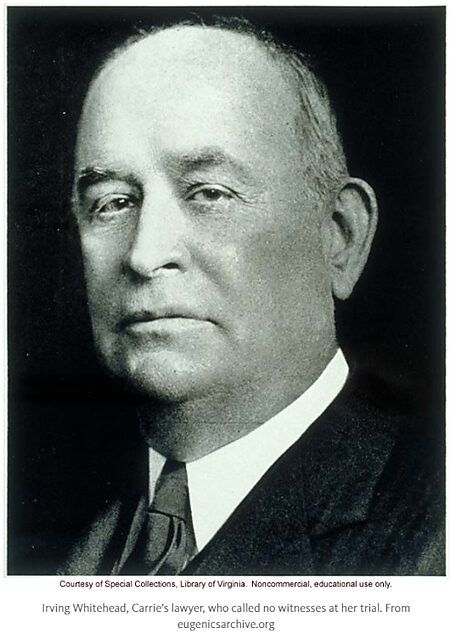
Irving Whitehead, avvocato di Carrie Buck nel processo Buck v. Bell

Durante il processo una serie di testimoni offrì come testimonianza dicerie, opinioni, idee speculative o semplicemente assurde. Poiché Priddy e Strode ritenevano fondamentale stabilire che l'intero ramo della famiglia Buck fosse mentalmente deficitario, i testimoni che non avevano mai incontrato Carrie testimoniarono citando voci e aneddoti che circondavano lei e la sua famiglia. Uno dei pochi testimoni con una conoscenza diretta di Carrie, un'infermiera di Charlottesville che aveva avuto con lei contatti intermittenti nel corso degli anni, ricordò che a scuola Carrie era stata sorpresa a scrivere messaggi ai maschi. Per quella stessa 'trasgressione' Priddy aveva in precedenza sterilizzato una ragazza. Durante la sua testimonianza, Priddy sottolineò peraltro che Carrie aveva una "faccia vagamente malformata".
Whitehead non difese adeguatamente Buck né cercò di contrastare l'accusa. Non solo non chiamò testimoni, ma non contestò neppure la mancanza di conoscenza diretta dei "testimoni" o le loro ambigue affermazioni scientifiche. Non chiamò nemmeno a testimoniare gli insegnanti che avrebbero potuto dimostrare (con prove documentate) che era stata una studentessa assolutamente normale; un insegnante la aveva anzi descritta come "molto brava nel comportamento e nelle lezioni". Al contrario, Whitehead dava spesso l'impressione di testimoniare contro la sua stessa cliente, dando per scontato che fosse di scarsa intelligenza. Non contestò l'affermazione secondo cui era figlia illegittima, nonostante fosse palesemente falso per la legge della Virginia visto che i genitori di Carrie erano regolarmente sposati al momento della sua nascita. Non contestò neppure la presunta "immoralità" della donna, evitando sempre di sollevare il caso dello stupro da parte del nipote dei Dobbs, Clarence Garland.
Non è sorprendente dunque che Buck perse il primo grado in tribunale, al termine di un processo in cui il noto eugenista della Virginia Joseph DeJarnette aveva testimoniato contro di lei.
Il caso passò quindi alla Corte Suprema d'Appello della Virginia, dove Whitehead produsse una memoria difensiva di 5 pagine contro quella di 40 pagine dell'accusa. Quando la sentenza fu confermata, il caso passò infine alla Corte Suprema degli Stati Uniti, dove le premesse erano ancora più negative: se anche Whitehead avesse finalmente fatto uno sforzo, la Corte vedeva almeno nei due giudici più determinanti e rappresentativi due dichiarati sostenitori dell'eugenetica: il presidente della Corte (ed ex presidente degli Stati Uniti) William Howard Taft e il giudice Oliver Wendell Holmes Jr. Nel 1915, Taft aveva scritto l'introduzione al libro How to Live, che conteneva una lunga parte dedicata all'eugenetica. Quanto a Holmes, nel 1921 aveva detto al futuro giudice Felix Frankfurter che non aveva problemi a "limitare la propagazione da parte degli indesiderabili e mettere a morte i bambini che non superavano l'esame".
Buck e il suo tutore sostennero che la Costituzione garantisce a tutti gli adulti il diritto di procreare: inoltre la clausola di parità di trattamento nel 14 ° emendamento veniva violata poiché non tutte le persone in condizioni simili venivano trattate allo stesso modo. La legge sulla sterilizzazione riguardava infatti solo i "deboli di mente" in alcune istituzioni statali e non faceva menzione di altre istituzioni statali o di coloro che non erano in un istituto.
La trattazione legale anche di fronte alla Corte Suprema fu consapevolmente collusiva, promossa per conto dello Stato per sostenere e avallare la validità della legge. Il controinterrogatorio e i testimoni prodotti da Whitehead furono totalmente inefficaci e probabilmente prodotti dalla sua alleanza con Strode durante l'intero processo. Non c'era un vero contenzioso tra l'accusa e la difesa, quindi la Corte Suprema non ricevette prove sufficienti per prendere una decisione equa su quello che veniva definito "un contenzioso amichevole".
Il 2 maggio 1927, con una decisione 8-1, la Corte Suprema degli Stati Uniti stabilì che Buck, sua madre e sua figlia erano "deboli di mente" e "promiscue" e che la loro sterilizzazione fosse nell'interesse dello Stato. La sentenza stabiliva che il Virginia Sterilization Act del 1924 non violava la Costituzione degli Stati Uniti e legittimava così le procedure di sterilizzazione, che rimasero legalmente valide fino a quando non furono abrogate nel 1974.
Taft assegnò la stesura dell'opinione di maggioranza a Holmes, che svolse il suo compito con uno zelo che rasentava la violenza. La prima bozza era apparentemente ancora più brutale di quella infine prodotta e fu criticata perfino dai colleghi, per aver sostituito l'analisi giuridica con una trattazione retorica dell'eugenetica.
(Chief Justice William Howard Taft)

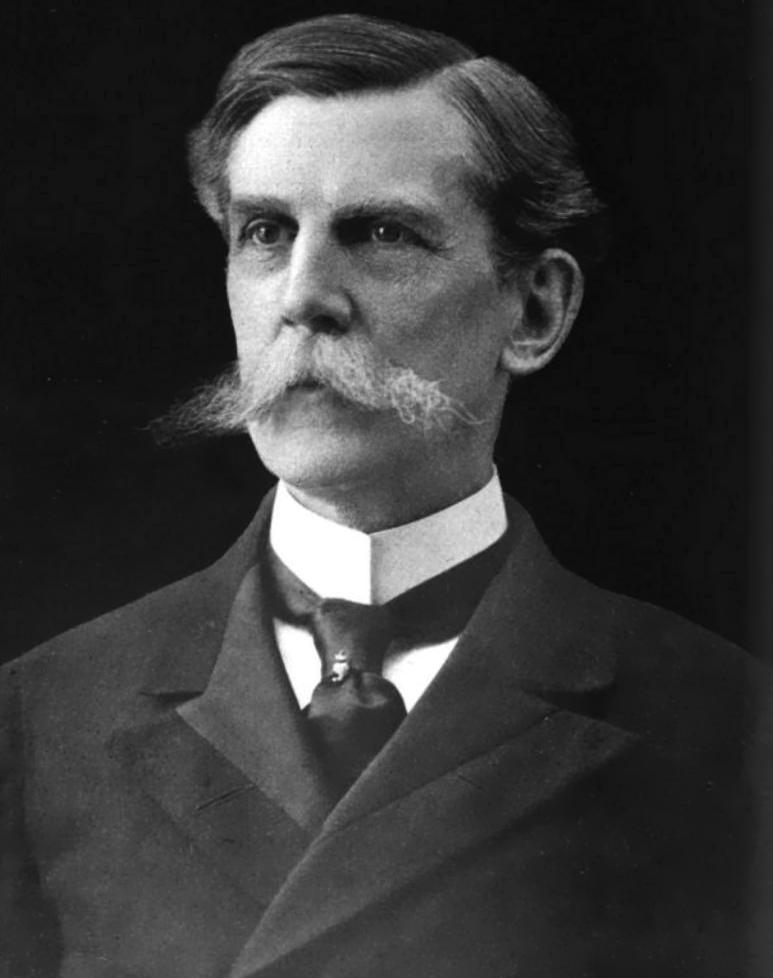
Giudice Holmes nell'anno della sua nomina alla Corte Suprema degli Stati Uniti

Il giudice Oliver Wendell Holmes chiarì che la diatriba non riguardava la procedura medica coinvolta, ma il processo del diritto. Il tribunale riteneva che il Virginia Sterilization Act rispettasse i requisiti del giusto processo, poiché la sterilizzazione non poteva avvenire fino a quando non si fosse verificata un'udienza adeguata alla quale il paziente e un tutore potevano essere presenti, con il diritto di appellarsi alla decisione. Si rilevava inoltre che, poiché la procedura era limitata alle persone ospitate in istituzioni statali, non negava al paziente la pari protezione prevista della legge. Infine, poiché il Virginia Sterilization Act non era uno statuto penale, la Corte riteneva che non violasse l'ottavo emendamento, poiché non vi era alcun intento punitivo. Citando i migliori interessi dello Stato, il giudice Holmes affermò il valore di una legge come quella della Virginia per evitare che la nazione fosse "sommersa dall'incompetenza". La Corte accettò senza prove che Carrie e sua madre fossero promiscue e che le tre generazioni di Bucks condividessero il tratto genetico della debolezza mentale. Pertanto, era nell'interesse dello stato far sterilizzare Carrie Buck. La decisione fu inevitabilmente vista come una grande vittoria per gli eugenisti.
(Justice Oliver Wendell Holmes)
Holmes concluse la sua argomentazione citando Jacobson v. Massachusetts come precedente per la decisione, affermando "Tre generazioni di imbecilli sono abbastanza". L'unico giudice dissenziente, Pierce Butler, un devoto cattolico, non scrisse un'opinione dissenziente.
Secondo il famoso eugenista Harry H. Laughlin, cui testimonianza scritta è stata presentata durante il processo in sua assenza, la sconfitta legale di Buck ha segnato la fine del "periodo sperimentale" della sterilizzazione eugenetica. A seguito della sentenza della Corte Suprema, oltre due dozzine di Stati hanno promulgato leggi simili, tra cui l'Oregon e la Carolina, raddoppiando le sterilizzazioni americane da 6.000 a più di 12.000 entro il 1947. Buck fu sterilizzata il 19 ottobre 1927, circa cinque mesi dopo il verdetto della Corte Suprema. È diventata la prima sterilizzata della Virginia da quando è stata approvata la legge sulla sterilizzazione eugenica del 1924. Si dice che la legge sulla sterilizzazione della Virginia abbia ispirato le 400.000 sterilizzazioni della Germania nazista, comprese quelle sanzionate dalla legge del 1933 per la protezione contro la prole geneticamente difettosa.
Carrie Buck è stata operata, ricevendo una salpingectomia (una forma di legatura delle tube). Successivamente è stata rilasciata sulla parola dall'istituto come collaboratrice domestica presso una famiglia a Bland, in Virginia . Fu un'avida lettrice fino alla sua morte nel 1983. Sua figlia Vivian era stata dichiarata "debole di mente" dopo un esame superficiale da parte del ricercatore sul campo dell'ERO, il dottor Arthur Estabrook. Secondo il suo rapporto, Vivian "ha mostrato arretratezza", da cui le "tre generazioni" della sentenza. Vale la pena notare che la bambina andava molto bene a scuola per i due anni che frequentò, prima di morire per complicazioni dovute al morbillo nel 1932, arrivando addirittura ad essere inserita nell'albo d'onore della sua scuola nell'aprile 1931.

## Effetti della sentenza
L'effetto di Buck v. Bell fu la legittimazione generale delle leggi sulla sterilizzazione eugenetica negli Stati Uniti. Sebbene molti Stati avessero già leggi sulla sterilizzazione, la loro applicazione era irregolare e gli effetti praticamente inesistenti in tutti gli stati tranne la California . Dopo Buck v. Bell, dozzine di stati aggiunsero nuovi leggi sulla sterilizzazione, o aggiornato quelle costituzionalmente non funzionali già emanate, con statuti che rispecchiavano più da vicino la legge della Virginia confermata dalla Corte.
La legge della Virginia confermata nel caso Buck v. Bell  era stata progettata in parte dall'eugenista Harry H. Laughlin, sovrintendente dell'Eugenics Record Office di Charles Benedict Davenport a Cold Spring Harbor, New York . Laughlin, alcuni anni prima, aveva condotto studi sull'applicazione della legislazione sulla sterilizzazione in tutto il paese e aveva concluso che la ragione del loro mancato utilizzo era principalmente che i medici che avrebbero dovuto ordinare le sterilizzazioni avevano paura di essere perseguiti dai pazienti su cui operavano. . Laughlin vedeva così la necessità di creare una "legge modello" che potesse resistere al controllo costituzionale, aprendo la strada a future operazioni di sterilizzazione. I giuristi nazisti che progettarono la legge tedesca per la prevenzione della prole con malattie ereditarie la basarono in gran parte sulla "legge modello" di Laughlin, sebbene lo sviluppo di quella legge precedette quello di Laughlin. La Germania nazista teneva Laughlin in così alta considerazione che gli fecero ricevere un dottorato honoris causa dall'Università di Heidelberg nel 1936. Al successivo processo di Norimberga dopo la seconda guerra mondiale, l'avvocato del funzionario delle SS Otto Hofmann citò esplicitamente l'opinione di Holmes nel caso Buck v. Bell in sua difesa.
I tassi di sterilizzazione secondo le leggi eugenetiche negli Stati Uniti aumentarono dal 1927 fino a Skinner v. Oklahoma (1942). Mentre Skinner v. L'Oklahoma non ribaltò specificamente Buck v. Bell, aprì un dilemma legale sufficiente a scoraggiare molte sterilizzazioni. Nel 1963, le leggi sulla sterilizzazione erano quasi del tutto fuori uso, anche se alcune rimasero ufficialmente in vigore per molti anni. Il linguaggio che si riferisce all'eugenetica è stato rimosso dalla legge sulla sterilizzazione della Virginia e l'attuale legge, approvata nel 1988 e modificata nel 2013, autorizza solo la sterilizzazione volontaria di coloro che hanno compiuto 18 anni, dopo che il paziente ha dato il consenso scritto e il medico ha informato il paziente di conseguenze nonché metodi contraccettivi alternativi.
La storia della sterilizzazione di Carrie Buck e del caso giudiziario è stata trasformata in un dramma televisivo nel 1994, Against Her Will: The Carrie Buck Story . È stato anche citato nel sensazionale film del 1934 Tomorrow's Children, ed è stato trattato nel documentario dell'American Experience dell'ottobre 2018 "The Eugenics Crusade".
Sebbene questa opinione e l'eugenetica rimangano ampiamente condannate, la decisione nel caso non è stata formalmente annullata. Buck v. Bell è stata citata come precedente dall'opinione della Corte (parte VIII) in Roe v. Wade, ma non a sostegno del diritto all'aborto. Al contrario, il giudice Blackmun l'ha citata per giustificare come il diritto costituzionale all'aborto non sia illimitato.  Blackmun ha affermato che il diritto alla privacy è abbastanza forte da impedire allo stato di proteggere la vita non nata nel grembo materno, ma non abbastanza forte da impedire che una donna venga sterilizzata contro la sua volontà.
Nel caso del 1996 Fieger v. Thomas, la Corte d'Appello del Sesto Circuito degli Stati Uniti ha riconosciuto e criticato Buck v. Bell scrivendo "come ha sottolineato il giudice Holmes nell'unica parte di Buck v. Bell che non è stata ripudiata, una pretesa di violazione della Equal Protection Clause basata su un'applicazione selettiva è la solita ultima risorsa dei dibattimenti di costituzionalità"  .  Nel 2001, la Corte d'Appello degli Stati Uniti per l'Ottavo Circuito ha citato Buck v. Bell per proteggere i diritti costituzionali di una donna costretta alla sterilizzazione senza un giusto processo procedurale.  La corte ha affermato che l'errore e l'abuso si verificheranno se lo Stato non segue i requisiti procedurali, stabiliti da Buck v. Bell, per aver eseguito una sterilizzazione involontaria.
Derek Warden ha mostrato come la decisione in Buck v. Bell è stata colpita dall'Americans with Disabilities Act.